# 石川真一郎
石川 真一郎（いしかわ しんいちろう、1967年1月31日 - ）は、日本の実業家、アニメーションプロデューサー、MBA取得者。アニメ制作会社ゴンゾ代表取締役社長。元映像産業振興機構 (VIPO) 理事。東京都世田谷区出身、東京大学大学院理学系研究科物理学専攻修士課程修了（学位は理学修士）、欧州経営大学院（INSEAD）修士課程修了 。

## 概要
ボストンコンサルティングのコンサルタントから、アニメ会社社長への華麗なる転身、株式公開したビジネスパーソン。「アフロサムライ」を海外でヒットさせ、アメリカのアニメ共有サイトクランチロールにいち早く許諾と出資するなど、国境もアニメプロデューサーの枠も超えた活躍を続ける。

## 経歴
大手ゼネコンに務める父と、東京都庁のキャリア職員として働く母の間に生まれる。東京都世田谷区出身。
横浜市立初音が丘小学校、麻布中学校、麻布高等学校、東京大学理科I類、理学部物理学科を経て、東京大学大学院理学系研究科物理学専攻（宇宙物理学佐藤研究室）修士課程修了。物理学の研究者を志す。
1991年（平成3年）3月、大学院修了後、ボストン・コンサルティング・グループ（BCG）に入社。経営コンサルタントとして経営戦略、ビジョン、新規事業立ち上げ等のプロジェクトを行う。ハイテクプラクティスグループ、メディアコンバージェンスプラクティスエリアのメンバーとして活動。
1995年（平成7年）より約1年間、社費留学で欧州経営大学院（INSEAD）へ留学してMBAを取得。留学中、日本が世界に誇れるリッチコンテンツを尋ね、アニメにデジタル化のチャンスが訪れると予想する。
1999年（平成11年）5月、BCGを退職し、株式会社ディジメーション代表取締役に就任。
2000年（平成12年）2月、アニメーション制作会社ゴンゾと、ディジメーションの持株会社として株式会社ゴンゾ・ ディジメーション・ホールディング（GDH）設立。ベンチャーキャピタル等からの資金調達を行い、ロンドン・LAにも展開、日本発のアニメーションのグローバル展開を積極的に進める。
2001年（平成13年）株式会社GDH・代表取締役兼CEOに就任。
2004年（平成16年）11月、同社を東証マザーズ市場に上場。
2007年（平成19年）12月、コンテンツ・日本ブランド専門調査会に出席。首相官邸にて「優れたコンテンツの創造と海外展開について」参考人としてヒアリングされる。同年、グロービス経営大学院大学で教鞭をとる。准教授を経て教授に就任（2019年まで）。
現在、多くのアニメーションコンテンツの自社版権を確保した上で制作し、これまでに50作品800話以上のライブラリーを保有。社会実装プロジェクトとしてコンテンツ（キャラクター・音楽・動画）におけるブロックチェーンの取引システムを開発運用するコンソーシアムを設立。ブロックチェーンによるエンターテインメントコンテンツのIP取引システムの作成・推進メンバーとして、開発および運用を進行中。元映像産業振興機構 (VIPO) 理事を歴任。

## 人物
- 小学生の頃から、算数が大好きな理系少年。中学校・高校時代はかなりのゲーマーであり[2]、高校3年生の時『ドルアーガの塔』に熱中する[2]。のちに、『ドルアーガの塔』に携わっていた遠藤雅伸をスーパーバイザーに迎えて、同作のテレビアニメ化とオンラインゲーム化を果たした[2]。
- 大学は東京大学に進学。理由は実験よりも難しい理論が好きだったから。数学と物理を天秤にかけて、現実世界により近い理論物理を学ぼうと考えた[2]。
- 大学院は東京大学大学院理学系研究科へ進学。佐藤研究室に入って宇宙物理を研究する。宇宙の始まりであるとか、超新星がどう爆発するとか途方もなく浮世離れした研究をしていた[2]。
- 学生時代は車好き。特に大学時代はバブル絶頂期で3年生のときにカローラ・レビンAE92型を購入。箱根の峠を走りに行き、あだ名は「峠くん」と呼ばれていた。その後、スカイラインの復刻版、GTR-R32がほしくなって時給7500円の家庭教師と深夜ファミレスを掛け持ちして1年間で550万円を貯金。現金一括で購入した[2]。

## GONZO
デジタル化の先駆者。GONZOは、IP活用以外でも常に先進的な試みを続けてきた会社。1992年、ガイナックスを退社した制作プロデューサーの村濱章司を中心に設立。設立当初からデジタルアニメーションに取り組み、1998年のOVA『青の6号』をフルデジタルアニメとして制作し有名になった。同時期に株式会社ディジメーションを設立した石川は、ほどなくして村濱と出会い両社が合併。2000年2月に持株会社GONZO・ディジメーション・ホールディング（GDH）を設立。ベンチャーキャピタルから資金調達し、東証マザーズにも上場するなど、他のアニメ制作会社とは一線を画した事業展開を行い、「萌え銘柄」の筆頭にも挙げられている。
※ 詳細はGONZOウィキペディアにて

## 作品
※ allcinema「石川真一郎」作品にて

### テレビアニメ
- 『ナジカ電撃作戦』（2001年）- 企画
- 『HELLSING』（2001年）- プロデューサー
- 『キディ・グレイド』（2002年～2003年）- プロデューサー
- 『カレイドスター』（2003年）- エグゼクティブプロデューサー、"幻の大技"物理考証
- 『超重神グラヴィオンツヴァイ』（2004年）- 製作
- 『銀色の髪のアギト』（2005年）- 製作
- 『N・H・Kにようこそ!』（2006年）- 製作総指揮
- 『吉宗』（2006年）- 企画
- 『RED GARDEN』（2006年）- 製作
- 『アフロサムライ』（2007年）- エグゼクティブプロデューサー
- 『風のスティグマ』（2007年）- 製作総指揮
- 『ロザリオとバンパイア』（2008年）- 製作
  - ロザリオとバンパイア CAPU2（2008年）- 製作
- 『ストライクウィッチーズ』（2008年）- 製作
- 『シャングリ・ラ』（2009年）- 製作
- 『ドルアーガの塔～the Sword of URUK～』（2009年）- 企画
- 『魔乳秘剣帖』（2011年）- 企画
- 『ラストエグザイル-銀翼のファム-』（2011年）- エグゼクティブプロデューサー
- 『絶対防衛レヴィアタン』（2013年）- エグゼクティブプロデューサー
- 『龍 -RYO-』（2013年）- プロデューサー
- 『ベヨネッタ』（2013年）- 製作
- 『ブレイドアンドソウル』（2014年）- 企画
- 『それが声優!』（2015年）- 企画、プロデューサー
- 『蒼の彼方のフォーリズム』（2016年）- 企画
- 『18if』（2017年）- 企画
- 『AKIBA'S TRIP -THE ANIMATION-』（2017年）- 企画
- 『フルメタル・パニック!』（2017年）- 企画プロデューサー
- 『かくりよの宿飯』（2018年）- 企画
- 『宇宙戦艦ティラミス（2018年）- 企画
- 『CONCEPTION』（2018年）- 企画
- 『7SEEDS（第1期）』（2019年）- アソシエイトプロデューサー

### OVA
- 『戦闘妖精雪風』（2002年）- 企画
- 『カレイドスター　Legend of Phoenix　～レイラ・ハミルトン物語～』（2006年）- エグゼクティブプロデューサー
- 『デッドガールズ』（2007年）- 製作
- 『爆裂天使～インフィニティ～』（2007年）- エグゼクティブプロデューサー

### 劇場アニメ
- 『銀色の髪のアギト』（2006年1月7日公開） - 製作[7]
- 『アフロサムライ』劇場版（2007年10月27日公開）- エグゼクティブプロデューサー[7]
- 『龍 -RYO-』（2013年3月2日） - プロデューサー[8][7]
- 『フルメタル・パニック！ディレクターズカット　第1部：「ボーイ・ミーツ・ガール」編』（2017年11月25日公開） - 企画プロデューサー[7]

### ゲーム
- 『Revive 〜蘇生〜』（1999年）- 制作管理 （ゲーム中のオープニングアニメや、表示される原画における制作管理）

## 出演
※ 国立国会図書館「石川真一郎」調べ

### 書籍
- 『オタクバカ一代』（著者：村濱章司、角川書店、2006年7月1日）　ISBN ISBN 978-4048839570
- 『社長の腹 : おちまさとプロデュース』（著者：おちまさと、扶桑社、2006年5月1日）　ISBN 978-4594051587
- 『本音の履歴書』（編集：Greeキャリア編集部、アメーバブックス、2007年4月1日）　ISBN 978-4344990555
- 『プロフェッショナルの鍛え方』（著書：高橋俊介、内田和成、ゴマブックス、2007年9月5日）　ISBN 978-4777107339
- 『新時代ミュージックビジネス最終講義 : 新しい地図を手に、音楽とテクノロジーの蜜月時代を生きる!』（著者：山口哲一、リットーミュージック、2015年9月24日）　ISBN 978-4845626700

### 雑誌
- 『主婦の友』（主婦の友社）
- 『Think!』（東洋経済新報社）